# Trichina atripes
Trichina atripes är en tvåvingeart som först beskrevs av Axel Leonard Melander 1902.  Trichina atripes ingår i släktet Trichina och familjen puckeldansflugor. Inga underarter finns listade i Catalogue of Life.